# Рюмминген
Рюмминген (нем. Rümmingen) — община в Германии, в земле Баден-Вюртемберг. 
Подчиняется административному округу Фрайбург. Входит в состав района Лёррах.  Население составляет 1636 человек (на 31 декабря 2010 года). Занимает площадь 4,46 км².